# Eremo di San Leonardo al Volubrio
L’eremo di San Leonardo al Volubrio è un antico monastero costruito nel cuore delle Gole dell'Infernaccio, sui Monti Sibillini nel territorio comunale di Montefortino, in Provincia di Fermo, nelle Marche.
Della struttura originale oggi resta solamente una chiesetta, ricostruita sui preesistenti resti dal frate cappuccino Armando Lavini, meglio noto come padre Pietro, il quale, a partire dagli anni '70, intraprese l'opera di ristrutturazione da solo e con strumentazioni inadeguate.

## Struttura
La struttura dell'edificio e lo stile (come ad esempio le finestre ogivali) sono stati dedotti da padre Pietro da quanto restava della costruzione precedente, della quale esistono ancora delle fotografie in bianco e nero del secolo scorso; tuttavia non si dispone di documentazione per poter ricostruire con esattezza tutta la storia della struttura, né tantomeno conoscerne l'aspetto originale o quello assunto nelle varie ricostruzioni e restauri nel corso degli anni.
Dagli atti dei vari passaggi e donazioni, e dai catasti ed inventari storici, sappiamo che durante la fase camaldolese (sec. XV-XVI) la struttura era un eremo provvisto di celle in cui dimoravano i monaci, i cui resti sono tutt'oggi ancora rintracciabili nella fitta vegetazione che avvolge la chiesa. In un documento del sec. XVIII vengono elencati diversi restauri e migliorie da apportare alla chiesa, tra cui un campanile a vela.
La nuova chiesa si presenta oggi a pianta rettangolare, costituita da un'unica navata. L'ingresso è situato lateralmente sotto un portico composto da tre archi a sesto acuto. Sul lato est è situata la torre campanaria.
L'intera struttura è posta all'interno di un muraglione di pietre a secco che rappresenta forse la testimonianza più antica che rimane del precedente monastero.

## Geografia fisica

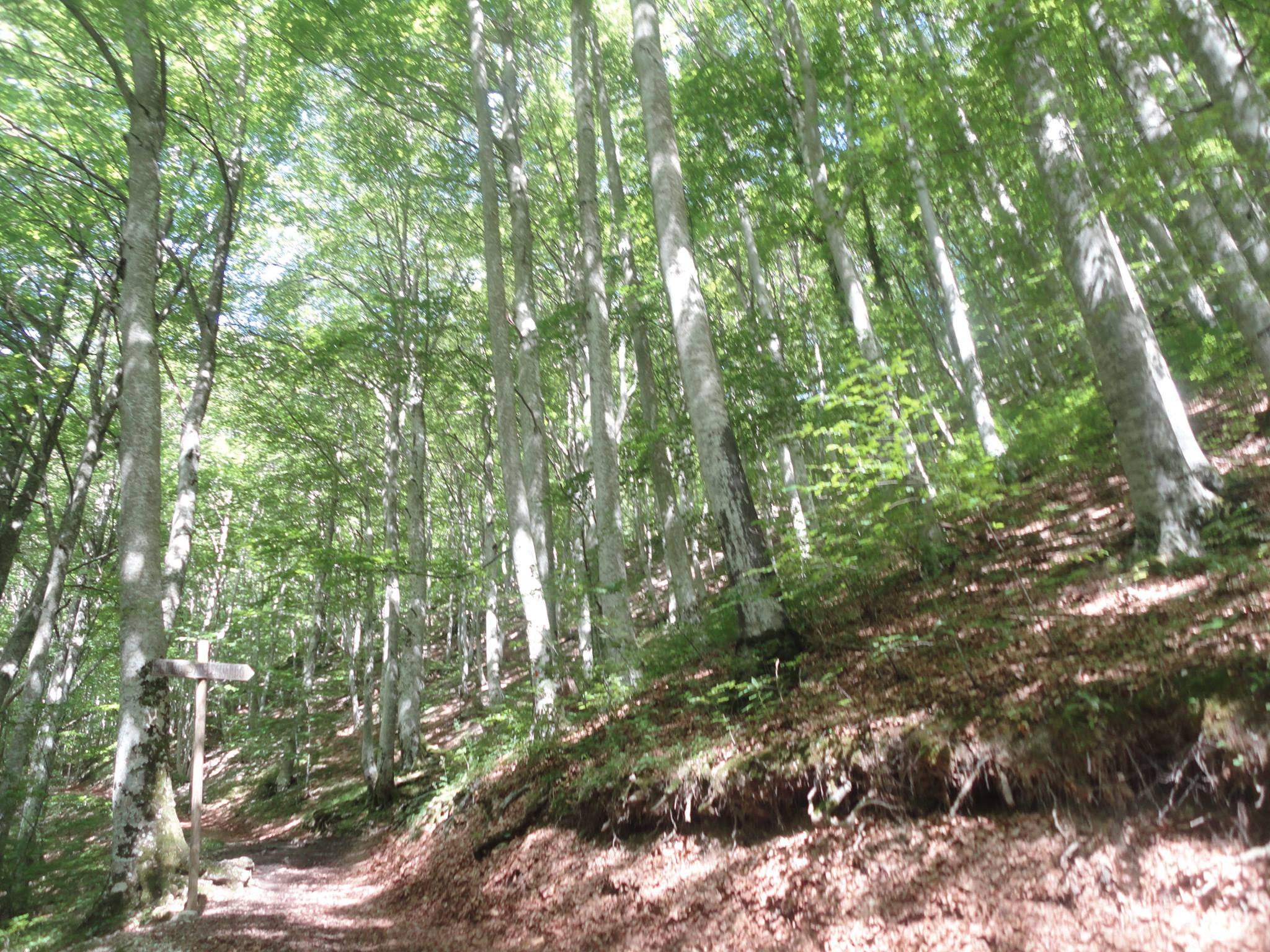
Bivio per l'eremo lungo il sentiero che percorre il fondo valle dell'Infernaccio all'interno della faggeta.

L'eremo sorge a 1.128 m.s.l.m. sulla sponda sinistra dell'alta valle del fiume Tenna, in cima ad un poggio ai piedi del monte Priora, dal quale si affaccia sulle aspre pareti delle gole dell'Infernaccio. Il blocco di terra su cui sorge l'eremo è dipartito dal monte Pizzo (propaggine orientale della Priora) da un corso d'acqua chiamato semplicemente Rio, il quale nei pressi dell'eremo forma delle cascate spesso raggiunte dai pellegrini che salgono all'eremo come proseguimento dell'escursione.
A parte il piccolo prato prospiciente la chiesa, tutta la zona è immersa in una folta e alta faggeta che ricopre l'area delle gole dal fondo valle fino ai prati di quota.

## Origine del nome
L'areale dell'Infernaccio veniva anticamente identificato con i toponimi Volubrio, Volubro, Golubro, come risulta da documenti del XI-XII sec. L'etimologia non è di semplice identificazione, ed esistono vari ipotesi al riguardo:
- Secondo Cesare Lippi Boncambi, le conche lacustri ad emissario superficiale, utilizzate per l'abbeveramento del bestiame, sarebbero chiamate in Lazio "volubri"[5], dal verbo latino "volvere" che significa rivoltare quindi mescolare, riferito al gettito delle acque[4]
- Golubro potrebbe derivare da "gola" e "lubricus" (dal latino "scivolosa"), in riferimento alle gole dell'Infernaccio[2]
- ancora, secondo Ludovico Pagnani potrebbe trattarsi di una degradazione del latino "delubrum" che indica un tempio, in un'accezione di luogo di purificazione (uno dei tanti luoghi di culto pagani attestati in territorio fortinese); tesi avallata tra l'altro dalla presenza delle fonti ad arco a tutto sesto site poco dabbasso la chiesa[5]

## Storia

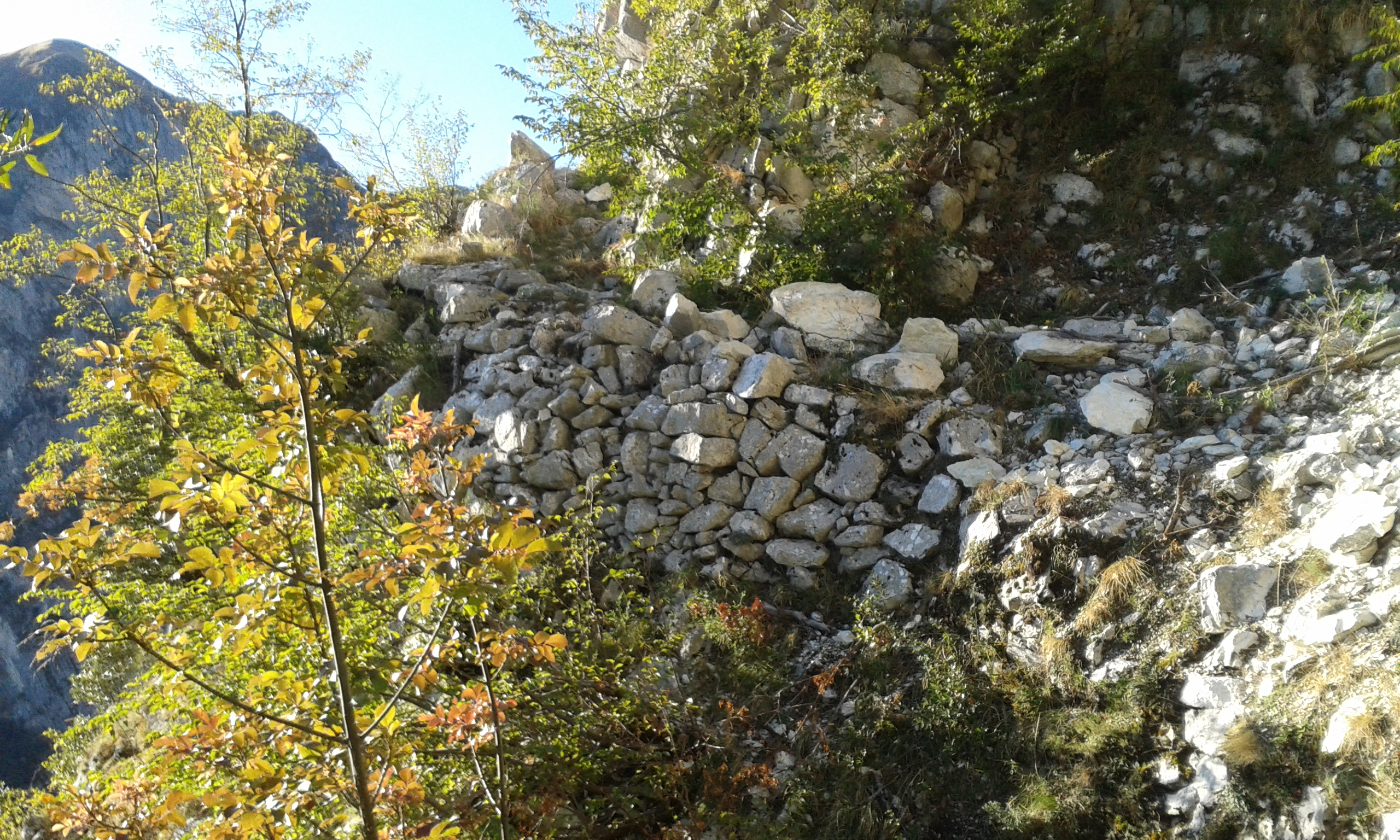
Resti di un muro di contenimento che danno testimonianza dell'antica mulattiera che conduceva da Vetice al Volubrio per le asperità del Monte Pizzo.

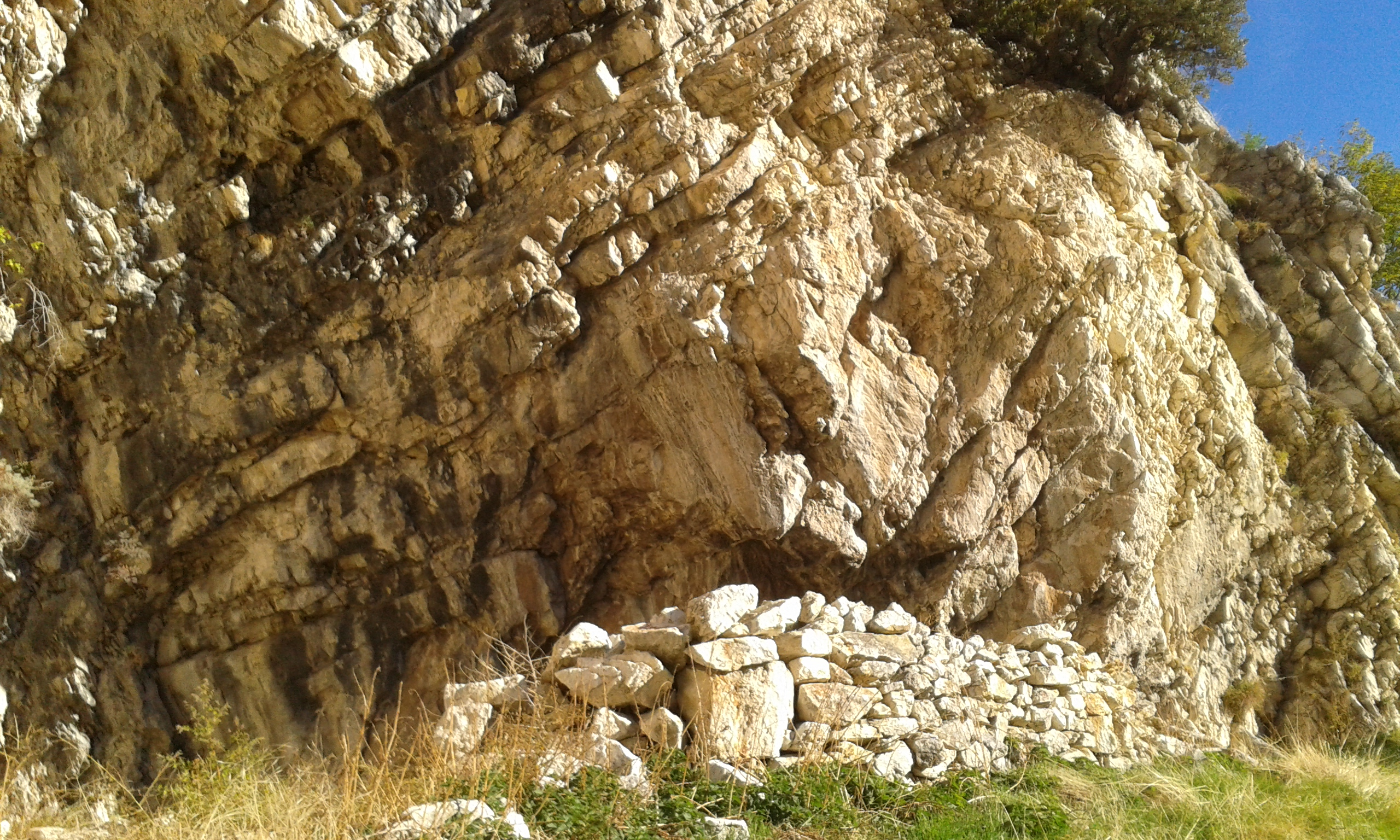
Ruderi di un casale costruito lungo la vecchia strada del Volubrio.

L'attuale chiesa è stata ricostruita sui resti di quello che era un antico monastero benedettino. Proprio alla presenza di detto monastero alle pendici della montagna si deve il nome monte Priora, cioè monte del priore, che era il direttore del monastero e amministratore dei beni.
La struttura, che oggi risulta completamente isolata, sorge in realtà lungo un'antica via di montagna che collegava l'Adriatico a Roma. La vecchia strada doveva risalire da Vetice (frazione di Montefortino), attraverso le asperità di M. Pizzo, fino a San Leonardo, per poi scendere lungo il fiume e costeggiarlo fino a Capotenna, e infine valicare l'Appennino all'altezza di passo Cattivo. La gola dell'Infernaccio rimase inaccessibile da Rubbiano fino al 1820, quando un'impresa di San Severino costruì i ponti e le infrastrutture per permettere il trasporto della legna dal bosco di Mèta attraverso le gole.
Il fatto che la struttura originaria non fosse limitata alla semplice chiesa è anche provato dai resti delle mura perimetrali di alcuni piccoli edifici, forse cellette abitate dai monaci. Inoltre, poco distanti dalla chiesa sono ancora rintracciabili i resti di muratura che dovevano essere delle fonti annesse al monastero, oggi immerse nella vegetazione.

### Il Castrum de Volubrio

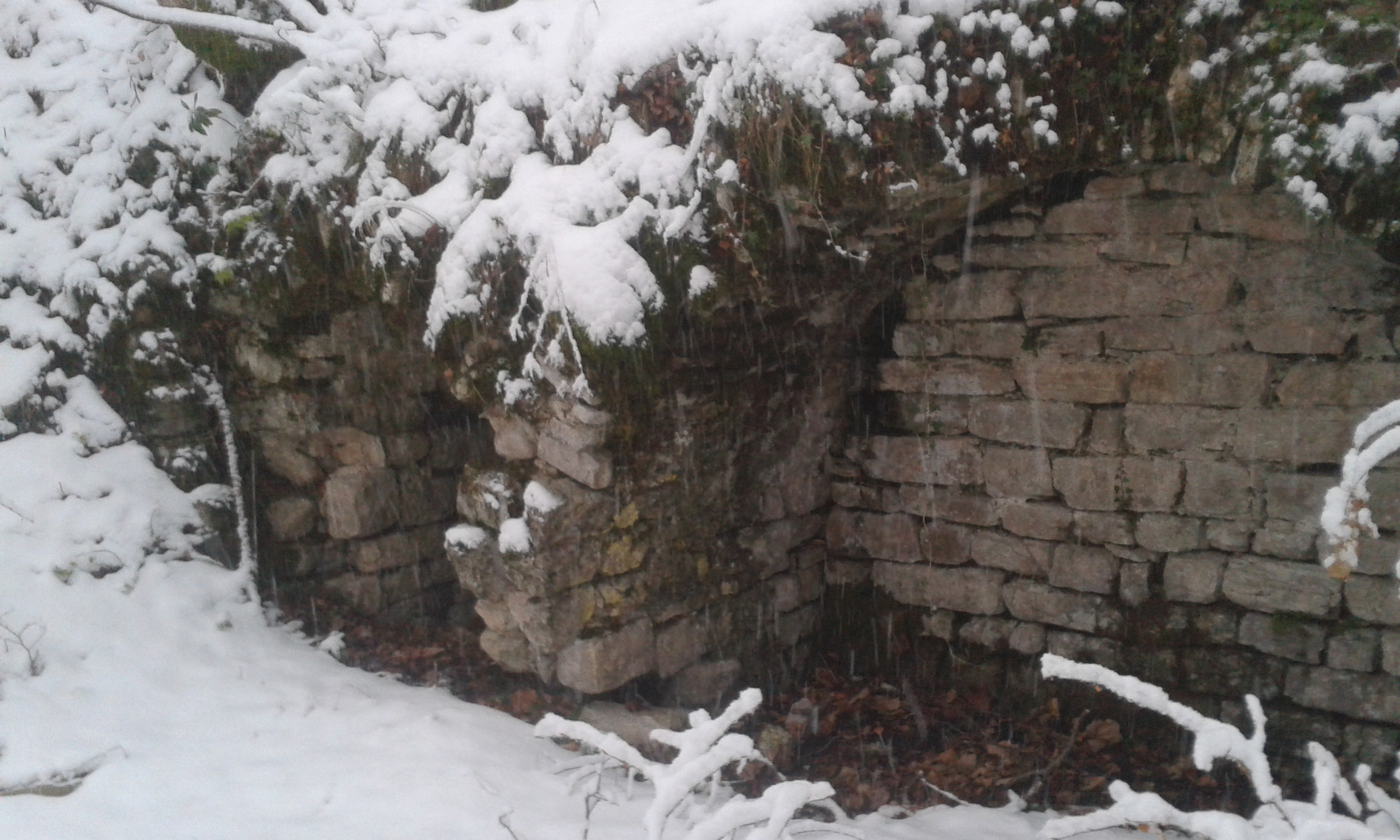
Resti delle fonti anticamente annesse al monastero.

Fin dai primi secoli del Medioevo doveva esistere il "Castrum de Volubrio", un insediamento fortificato posto a difesa delle incursioni dei vicini nemici vissani. A favore di questa ipotesi, lungo il sentiero che collega San Leonardo a Passo Cattivo c'è un luogo che i montefortinesi chiamano "Arcufù" ("arco fu"), come a dire che lì "vi fu l'arco" d'ingresso di una fortificazione che occludeva il passaggio nella valle. Inoltre è documentata una battaglia del 1066 combattuta contro Visso presso Capotenna.

### Il monastero
Il primo atto che documenta l'esistenza di una chiesa risale al XII secolo, quando la contessa Drusiana redige un atto di donazione al Monastero di Fonte Avellana (nel comune di Serra Sant'Abbondio) di tutti i suoi possedimenti, tra i quali compare anche la chiesa di San Leonardo al Golubro. Dal XII secolo quindi vi risiederono i monaci Camaldolesi che trasformarono il Volubrio in un centro di fede, cultura e sviluppo frequentato dai pellegrini che nel Medioevo percorrevano la strada che “…duce a Roma, a Norcia, a Visse et altri luoghi…”.

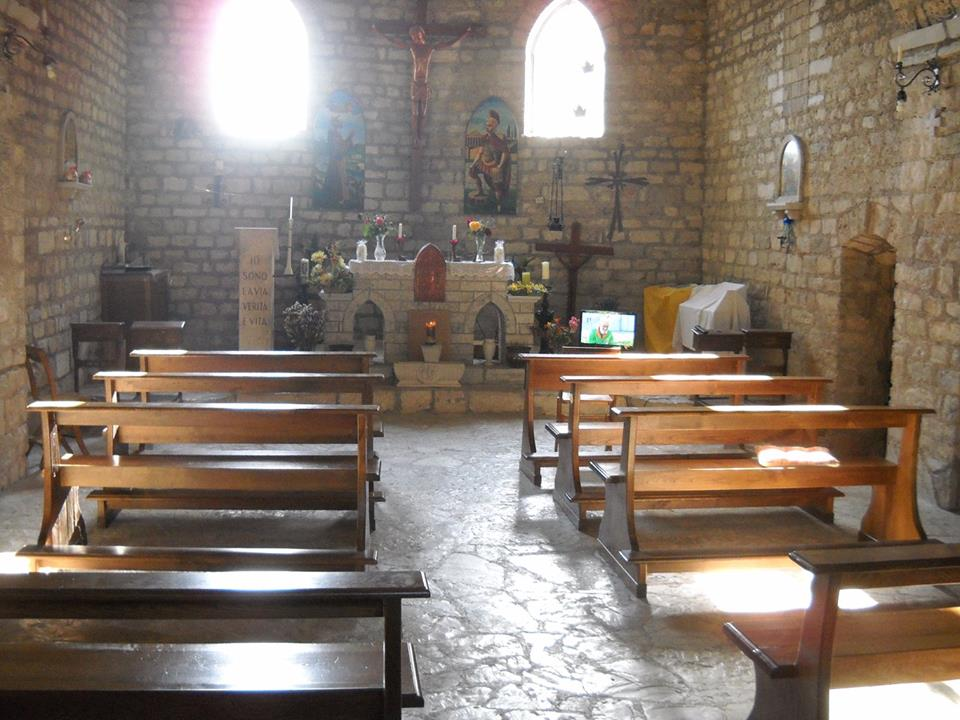
Interno della chiesa.

In seguito ad un atto del 1571, ufficializzato anche dal Papa dell’epoca, i monaci abbandonarono l’eremo a causa “…della rigidezza et asprezza del luogo, et neve quasi insopportabile, et la difficoltà di addurci su le robbe per la pericolosa et ribiliosa strada”. Un'altra probabile causa che portò all'abbandono di San Leonardo fu lo sviluppo del movimento francescano che favoriva la vita semplice e umile piuttosto che la vita monastica nei luoghi di culto, dove talora i monaci, grazie alle rendite dei possedimenti e alle ricchezze ricevute in dono, si erano col tempo allontanati dal primitivo ideale di vita povera. La dipartita dei monaci segnò l'inizio del decadimento della struttura del monastero, che successivamente fu adibita dai pastori della zona a stalla per il bestiame, deposito e fienile.
In seguito furono proprietari del Volubrio i monaci di monte Corona, i quali, concessero in affitto prati e pascoli alla gente di Visso e Ussita, ed i poderi e gli appezzamenti ai signori di Montefortino, riscuotendo una somma annua di 450 scudi. È documentata una visita pastorale dell’8 agosto del 1715 del cardinale Girolamo Mattei che, constatate le condizioni rovinose in cui versava l’eremo, sequestrò il canone di affitto di tutti i beni fino a quando non fosse stato restituito degno decoro all'edificio di culto. Tuttavia il provvedimento non riuscì a migliorare lo stato di degrado dell'eremo, che subì un ulteriore peggioramento tra il 1805 ed il 1815, durante il regno Napoleonico. Nel 1832 il comune di Montefortino tentò invano di far tornare i monaci sul Volubrio. Infine, con l’avvento del Regno d’Italia, nel 1860 vennero soppresse tutte le Corporazioni Religiose e i beni dell’eremo confiscati dallo Stato furono venduti all’asta.
Negli anni successivi la chiesa di San Leonardo e i territori circostanti furono quindi in mano a diversi privati. La proprietà appartenne alla famiglia Rosi dal 1909 al 1934, poi fu venduta al Senatore Luigi Albertini.

### La ricostruzione di padre Pietro

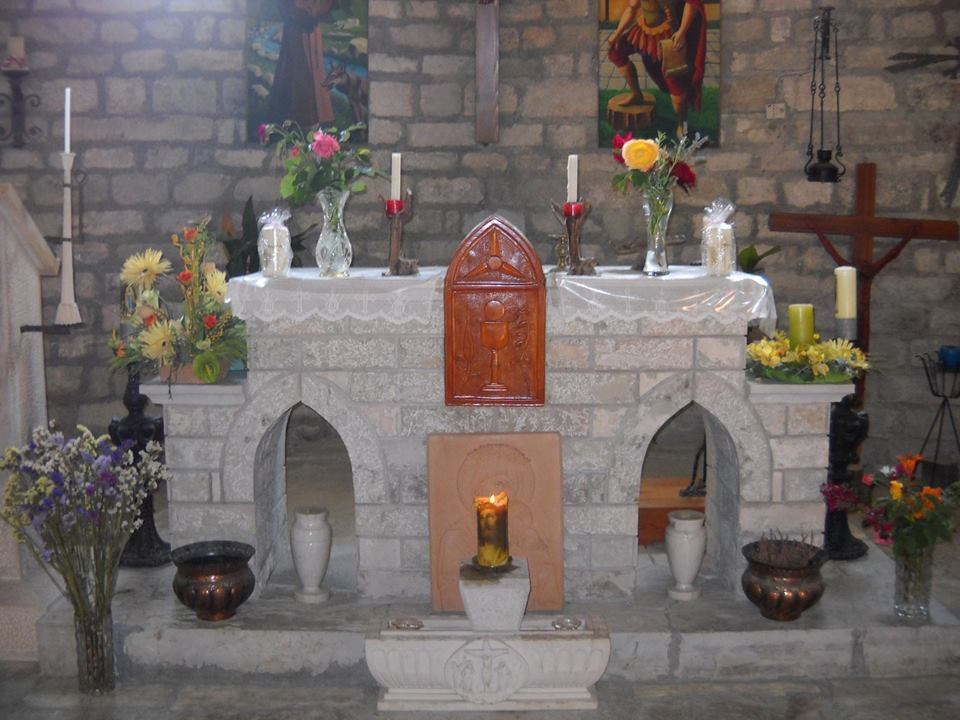
Altare allestito all'interno della chiesa.

Nel 1965 il frate cappuccino padre Pietro, salì con un amico alla chiesa di San Leonardo, della quale non restava all'epoca che qualche rudere ricoperto di vegetazione, e decise di intraprenderne la ristrutturazione.
Nel 1969 padre Pietro rintracciò ed incontrò a Roma i figli del Senatore Albertini, Elena e Leonardo, per metterli a conoscenza del progetto; essi decisero di donare al frate la chiesa con tutti i terreni del Volubrio di cui erano allora intestatari, accollandosi interamente anche le spese per il passaggio di proprietà. La donazione fu intestata al Monastero di Santa Vittoria in Matenano (FM), il quale ne detiene tuttora i diritti di proprietà.
Nel 1970 il sindaco di Montefortino Sante Vallesi approvò il progetto di ricostruzione; e anche la Sovraintendenza alle Belle Arti concesse il nullaosta in quanto il rudere era accatastato come capanna rurale. Quindi, il 24 maggio del 1971, padre Pietro avviò la ricostruzione della Chiesa di San Leonardo.
Durante i lavori furono portati alla luce vari reperti storici:
- una moneta aurea con incisa l’incoronazione di Carlo Magno
- un bolognino, moneta del XV secolo su cui è ancora possibile leggere le parole “Bononia docet”
- una medaglietta datata 1625 che mostra le facciate di quattro Basiliche con sotto scritto "Roma", e sull'altra faccia i nomi dei Santi a cui le Basiliche sono intitolate: San Pietro, San Paolo, San Giovanni Battista e Santa Maria. La medaglietta deve essere appartenuta ad un pellegrino che nell'Anno Santo del 1625 passava per il Volubrio tornando da Roma.

La ricostruzione della chiesa impegnò Padre Pietro per oltre quarant'anni, fino alla sua morte.

### Il terremoto del 2016
A seguito del Terremoto del Centro Italia del 2016 e del 2017 l'eremo ha subito numerosi danni ed è rimasto irraggiungibile per quasi un anno.
I sentieri dell'Infernaccio sono stati ripristinati dal Comune di Montefortino e dal consorzio idrico Tennacola, quindi riaperti al pubblico il 2 dicembre 2017, ma immediatamente di nuovo interdetti da ordinanza comunale il 20 dicembre.
Infine, il 13 aprile 2018 il sentiero per l'eremo è stato definitivamente riaperto.
Attualmente la parte orientale dell'edificio risulta puntellata con un'impalcatura di ferro per la messa in sicurezza del campanile, che si è distaccato dalle mura della chiesa.

## Padre Pietro

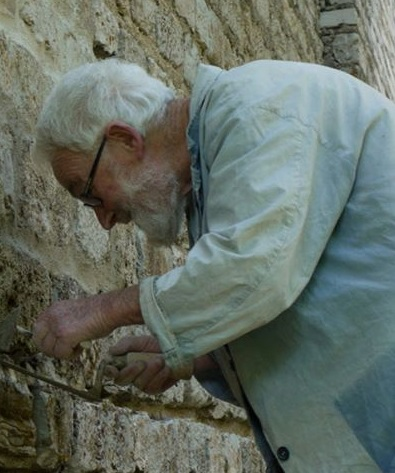
Padre Pietro

Padre Pietro (Potenza Picena, 7 luglio 1927 – Amandola, 9 agosto 2015), all’anagrafe Armando Girio Lavini, detto il “Muratore di Dio” è il frate cappuccino che ricostruì l'eremo di San Leonardo al Volubrio.
Armando entrò da bambino nel Collegio dei Cappuccini di Fermo e, presi i voti, iniziò a svolgere il servizio sacerdotale presso il Santuario della Madonna dell’Ambro come Padre Pietro.
Nel 1965 venne a conoscenza dei ruderi dell'eremo di San Leonardo, che decise di ricostruire. A causa di questo progetto ebbe diversi dissapori con i confratelli dell'Ambro, i quali non approvavano la sua idea, né appoggiarono mai l'opera: il Padre Superiore gli concesse a stento il permesso di metterla in atto, purché i lavori non avessero interferito con la sua attività di sacerdote, né tantomeno con le finanze del santuario. Inoltre i vari enti locali hanno più volte ostacolato i lavori a causa dei vincoli imposti sull'area protetta del Parco dei Sibillini. Tuttavia Padre Pietro trovò sostegno e aiuto in molti suoi amici, e il progetto fu sempre avallato dal punto di vista burocratico dal Comune di Montefortino.
Padre Pietro lavorò alla costruzione e ristrutturazione dell'eremo a partire dal 1971, e negli ultimi suoi giorni non esitò a terminare i lavori di rifinitura, come la scala di accesso al porticato.
Egli stesso racconta le vicende storiche legate all'eremo di San Leonardo, insieme alle sue emozioni e riflessioni, in un libro pubblicato nel 1998.

## Galleria d'immagini

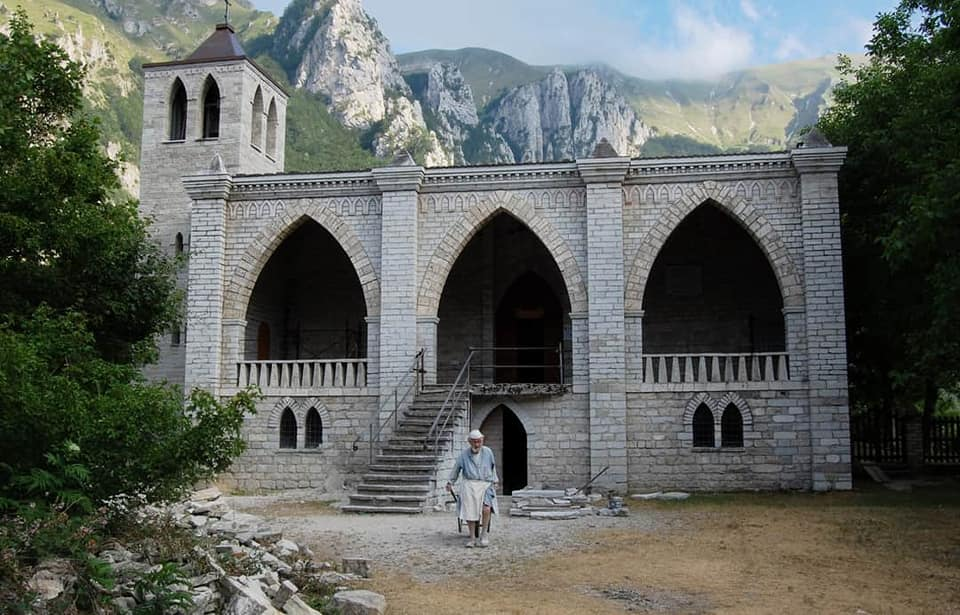
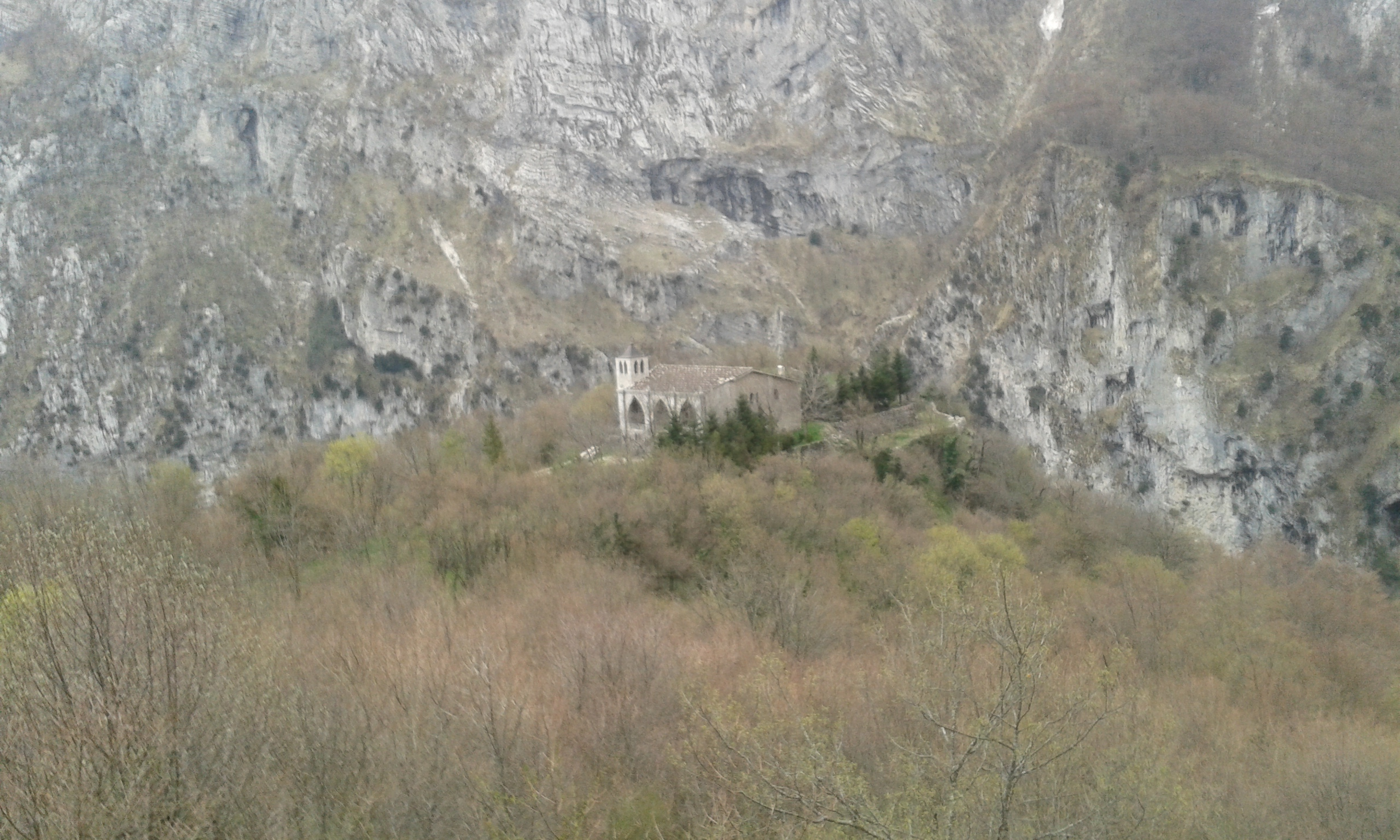
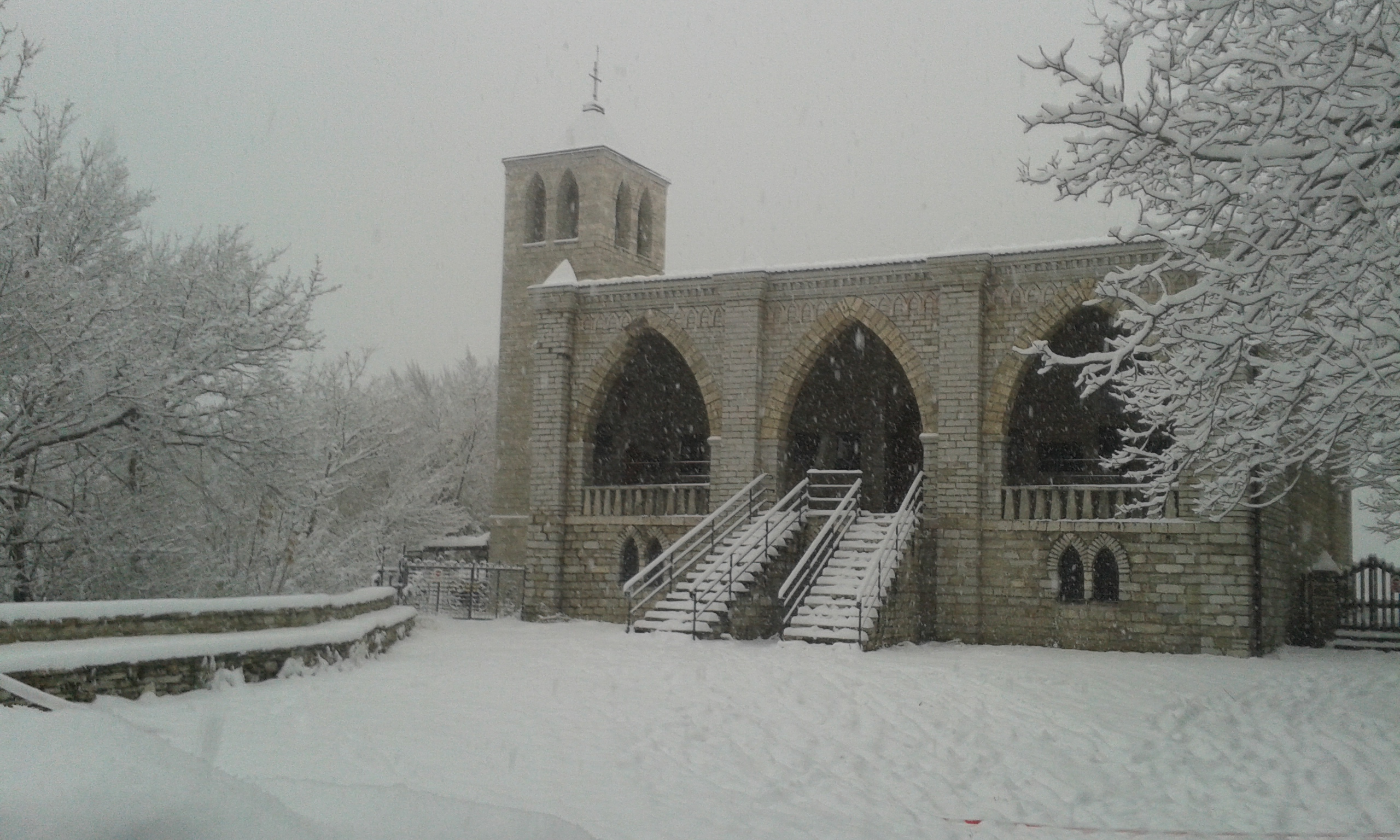
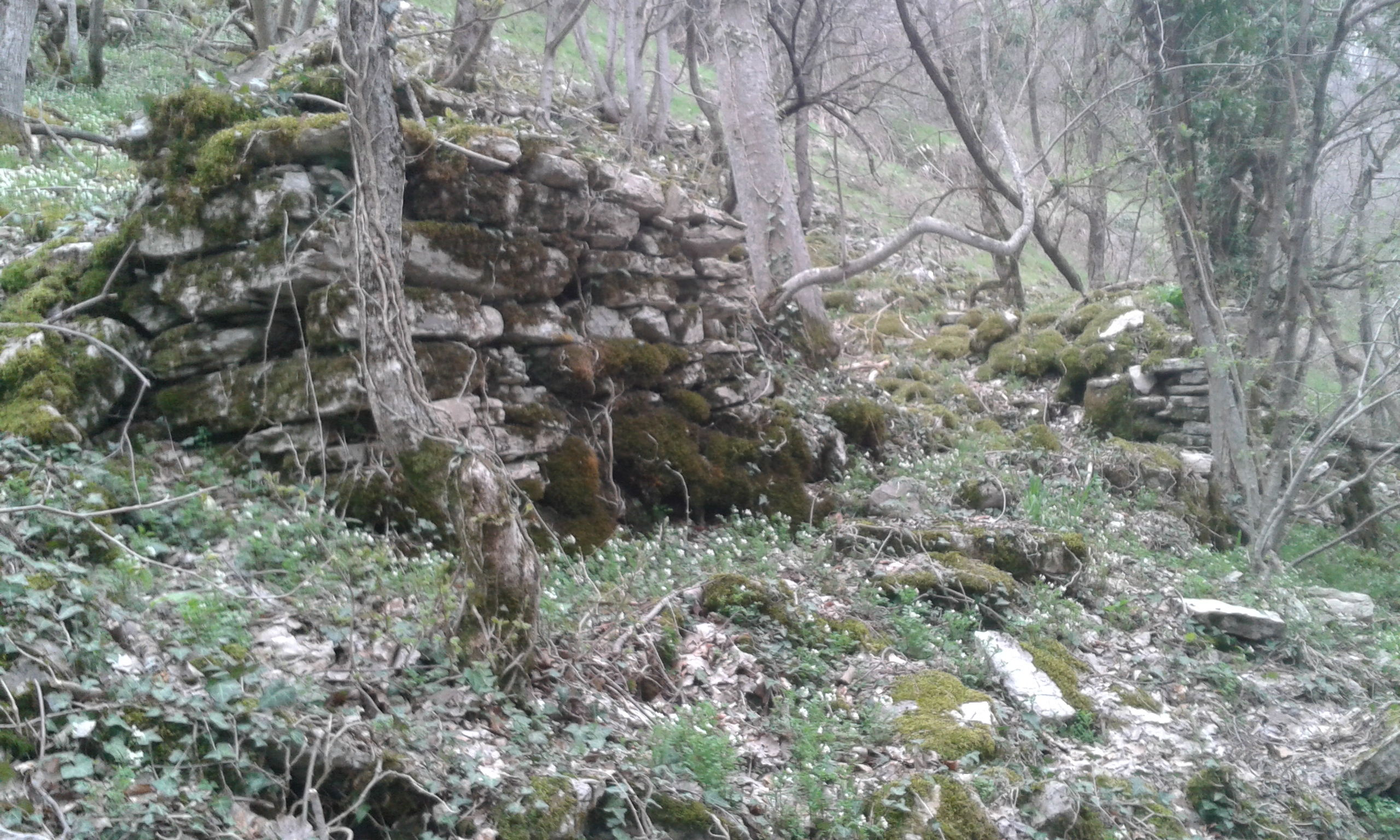
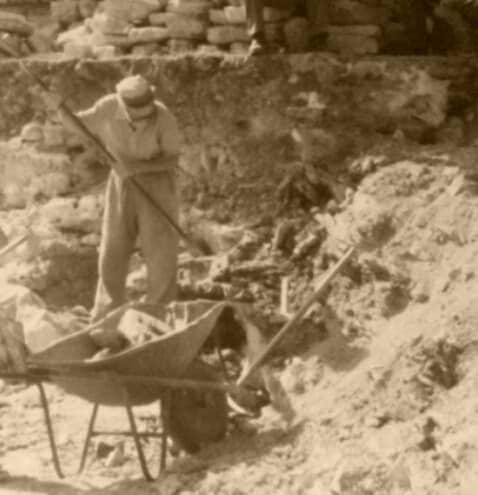
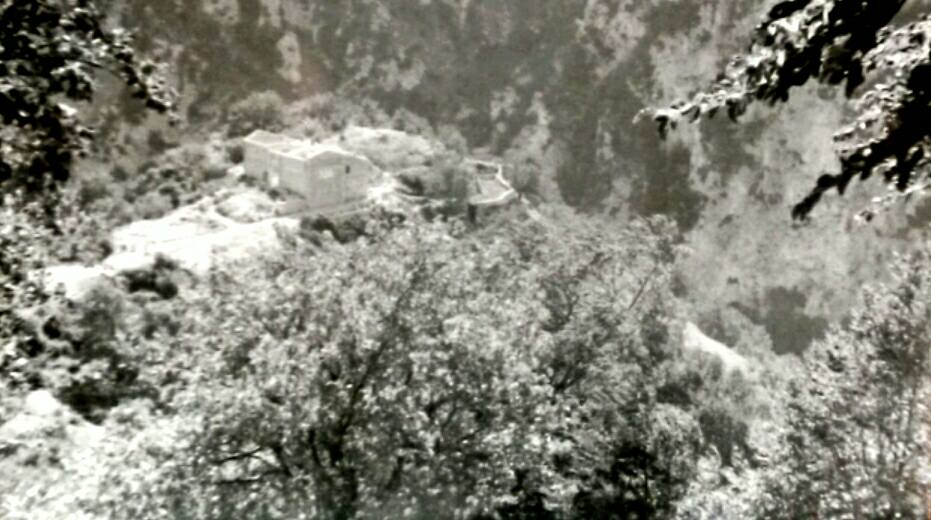